# Duca di Richmond
Il titolo Duca di Richmond prende il nome da Richmond e il suo distretto circostante di Richmondshire, fu creato tre volte fra i Pari d'Inghilterra per i membri delle famiglie reali dei Tudor e Stuart. La linea attuale e il titolo fu creato nel 1675 per Charles Lennox, figlio illegittimo di re Carlo II d'Inghilterra ed una nobildonna bretone di nome Louise de Kérouaille.
I titoli sussidiari sono: Conte di March (creato nel 1675), Conte di Darnley (1675), Conte di Kinrara (1876), Barone Settrington, di Settrington nella Contea di York (1675), e Lord Torbolton (1675). I titoli Conte di March e Barone Settrington furono creati fra i Pari d'Inghilterra insieme con il Ducato di Richmond. I titoli Conte di Darnley e Lord Torbolton furono creati fra i Pari di Scozia insieme con il Ducato di Lennox. Infine, il titolo Conte di Kinrara fu creato fra i Pari del Regno Unito con il Ducato di Gordon. Il figlio maggiore del Duca utilizza il titolo di cortesia Conte di March e Kinrara. Prima della creazione del Ducato di Gordon, il titolo di cortesia utilizzato era Conte di March.

## Storia

### Origini

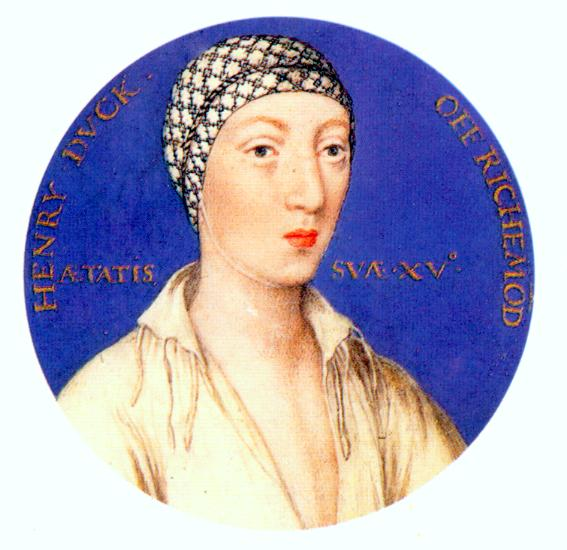
Henry FitzRoy, I duca di Richmond e Somerset in una miniatura di Lucas Horenbout

Il ducato fu creato prima (come Duca di Richmond e Somerset) per Henry FitzRoy, il figlio illegittimo di Enrico VIII (della dinastia Tudor) avuto da Elizabeth Blount. In seguito alla sua morte senza figli nel 1536 si estinse.

### XVII secolo

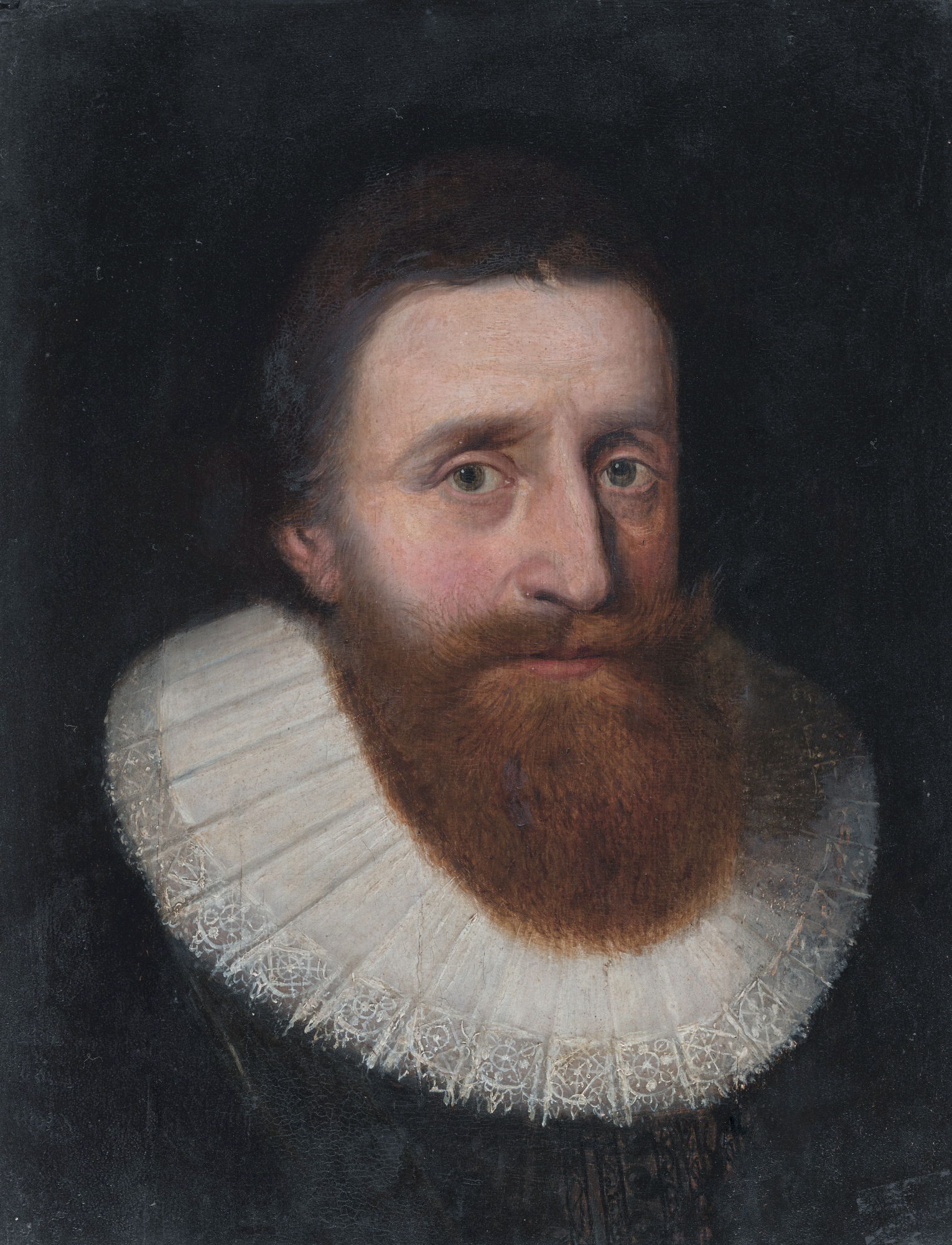
Ritratto seicentesco di Ludovic Stuart, secondo duca di Lennox

Ludovic Stuart, secondo duca di Lennox (1574–1624), che deteneva anche altri titoli fra i Pari di Scozia, fu creato Conte di Richmond nel 1613 e Duca di Richmond nel 1623 come membro della linea di Lennox (non diversamente dallo stesso re Giacomo) nella Casata degli Stuart. Questo titolo si estinse alla sua morte nel 1624, ma le onorificenze scozzesi devolsero al fratello Esmé, conte di March. Il figlio di Esmé, James, quarto duca di Lennox (1612–1655), fu creato Duca di Richmond nel 1641, i due ducati diventarono nuovamente uniti. Nel 1672, con la morte del nipote di James Charles, III duca di Richmond e VI duca di Lennox, entrambi i titoli si estinsero nuovamente.

### XVIII secolo

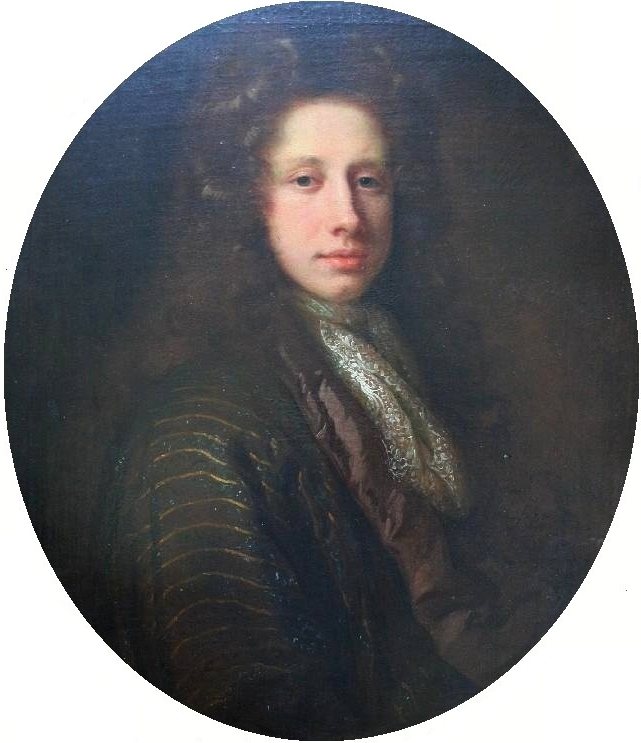
Charles Lennox, I duca di Richmond ritratto da Simon Dubois

La quarta creazione fu nell'agosto 1675, quando Carlo II concesse il titolo a Charles Lennox, suo figlio illegittimo avuto da Louise de Kérouaille, duchessa di Portsmouth. Charles Lennox fu ulteriormente creato Duca di Lennox un mese dopo. Il figlio di Charles anch'egli di nome Charles, successe al titolo francese di Duca d'Aubigny (di Aubigny-sur-Nère) alla morte di sua nonna nel 1734.

### XIX secolo

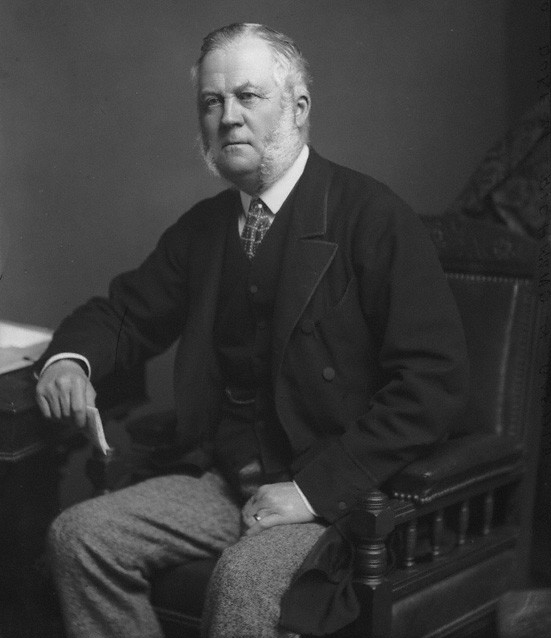
Charles Gordon-Lennox, VI duca di Richmond, in una fotografia d'epoca

Il VI Duca di Richmond e Lennox fu nominato Duca di Gordon (vedere Clan Gordon) nel 1876. Quindi, il Duca detiene tre (quattro, se la pretesa Aubigny francese è accolta) ducati, più di ogni altro pari nel regno. I Duchi di Richmond, Lennox e Gordon sono normalmente designati Duca di Richmond e Gordon. Prima della creazione del Ducato di Gordon erano designati Duca di Richmond e Lennox.

## Sede

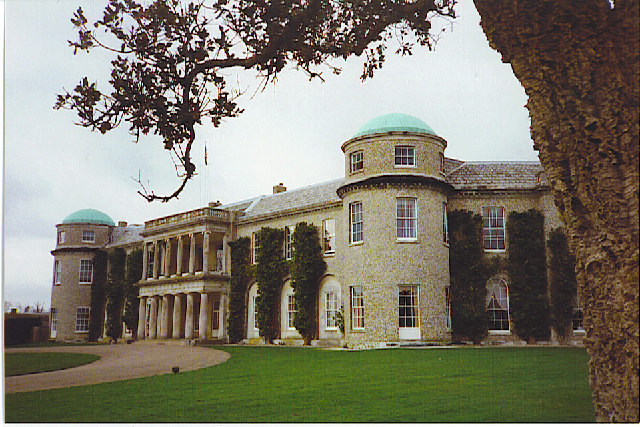
Goodwood House

La sede della famiglia è Goodwood House nelle vicinanze di Chichester nel West Sussex.
Questa casa di campagna inglese, che risale all'epoca di Giacomo I d'Inghilterra (poi ampliata nel XVIII secolo), fu la residenza di Charles Lennox, I duca di Richmond e figlio illegittimo di Carlo II Stuart. Gli eleganti interni in stile Regency sono arricchiti da mobili francesi, interessanti arazzi (Tapestry Drawing Room) e porcellane. Vi si trova, inoltre, tra le altre cose, il ritratto di Frances Teresa Stewart (il modello della Britannia riprodotta sulle monete) realizzato da Sir Peter Lely.

## Duchi di Richmond e Somerset (1525-1536)
| Duca | Ritratto      | Nascita                                                                        | Matrimonio                        | Morte                                   |
| --- | ------------- | ------------------------------------------------------------------------------ | --------------------------------- | --------------------------------------- |
| Henry FitzRoy Casato di Tudor 1525-1536 anche: Conte di Nottingham (1525)                                                                               | Henry FitzRoy | 15 giugno 1519 Blackmore, Essex ill. figlio di Enrico VIII ed Elizabeth Blount | Lady Mary Howard 1533 senza figli | 23 luglio 1536 Thetford, Norfolk età 17 |
| Henry FitzRoy, sebbene sposato, non ha mai avuto figli a causa del suo matrimonio non consumato. Alla sua morte, tutti i suoi titoli andarono in pegno. |               |                                                                                |                                   |                                         |

## Duchi di Richmond

### Prima creazione (1623-1624)
| Duca | Ritratto        | Nascita                                                               | Matrimonio | Morte                                      |
| --- | --------------- | --------------------------------------------------------------------- | --- | ------------------------------------------ |
| Ludovic Stewart Stewart di Darnley 1623-1624 anche: Duca di Lennox (1581), Conte di Lennox (1580), Conte di Richmond (1613)      | Ludovic Stewart | 29 settembre 1574 Scozia figlio di Esmé Stewart e Catherine de Balsac | Lady Sophia Ruthven 1590 senza figli Lady Jean Campbell 1598 senza figli Lady Frances Howard 1621 senza figli | 16 febbraio 1624 St Andrew, Holborn età 49 |
| Nonostante si sia sposato tre volte, Ludovic Stewart non lasciò figli e tutti i suoi titoli andarono in pegno dopo la sua morte. |                 |                                                                       | |                                            |

### Seconda creazione (1641-1672)
| Duca | Ritratto        | Nascita                                                              | Matrimonio | Morte                             |
| --- | --------------- | -------------------------------------------------------------------- | --- | --------------------------------- |
| James Stewart Stewart di Darnley 1641-1655 anche: Duca di Lennox (1581), Conte di March (1619), Barone Stuart di Leighton Bromswold (1619)                                                     | James Stewart   | 6 aprile 1612 Blackfriars figlio di Esmé Stewart e Katherine Clifton | Lady Mary Villiers 1637 2 figli                                                                                     | 30 marzo 1655 Londra età 42       |
| Esmé Stewart Stewart di Darnley 1655-1660 anche: Duca di Lennox (1655), Conte di March (1655), Barone Stuart di Leighton Bromswold (1655)                                                      | Esmé Stewart    | 2 novembre 1649 Londra figlio di James Stewart e Lady Mary Villiers  | celibe | 10 agosto 1660 Parigi età 10      |
| Esmé Stewart fu mandato in un collegio a Parigi da sua madre, dove in seguito contrasse il vaiolo e morì all'età di 10 anni. Fu succeduto da suo cugino.                                       |                 |                                                                      | |                                   |
| Charles Stewart Stewart di Darnley 1660-1672 anche: Duca di Lennox (1660), Conte di March (1660), Barone Stuart di Leighton Bromswold (1660), Conte di Lichfield (1645), Barone Clifton (1668) | Charles Stewart | 7 marzo 1639 Londra figlio di George Stewart e Lady Katherine Howard | Lady Elizabeth Rogers 1659 1 figlia Lady Margaret Banaster 1662 senza figli Lady Frances Stewart 1666/7 senza figli | 12 dicembre 1672 Helsingør età 33 |
| Charles Stewart ebbe solo una figlia senza nome, che visse dal 21 aprile 1661 al 28 marzo 1662 e alla sua morte, rimase senza figli. Alla sua morte, tutti i titoli andarono in pegno.         |                 |                                                                      | |                                   |

### Terza creazione (1675-attuale)
| Duca | Ritratto                                            | Nascita                                                                                | Matrimonio                                                                     | Morte                                                             |
| --- | --------------------------------------------------- | -------------------------------------------------------------------------------------- | ------------------------------------------------------------------------------ | ----------------------------------------------------------------- |
| Charles Lennox Stuart 1675-1723 anche: Duca di Lennox (1675), Conte di March (1675), Conte di Darnley (1675), Barone di Settrington nella conta di York (1675), Lord di Torboulton (1675) | Charles Lennox                                      | 29 luglio 1672 Londra ill. figlio di Carlo II e Louise de Kérouaille                   | Lady Anne Brudenell 1692 3 figli                                               | 27 maggio 1723 Goodwood House età 50                              |
| Charles Lennox Stuart 1723-1750 | Charles Lennox                                      | 18 maggio 1701 Goodwood House figlio di Charles Lennox, I Duca e Anne Brudenell        | Lady Sarah Cadogan 1719 12 figli                                               | 8 agosto 1750 Godalming aged 49                                   |
| Charles Lennox Stuart 1750-1806 | Charles Lennox                                      | 22 febbraio 1735 Goodwood House figlio di Charles Lennox, II Duca e Lady Sarah Cadogan | Lady Mary Bruce 1757 senza figli                                               | 29 dicembre 1806 probabilmente Goodwood House età 71              |
| Henrietta Le Clerc, unica figlia del III Duca, era illegittima, così Lennox fu succeduto da suo nipote.                                                                                   |                                                     |                                                                                        |                                                                                |                                                                   |
| Charles Lennox Stuart 1806-1819 | Charles Lennox                                      | 9 dicembre 1764 Gordon Castle figlio di Lord George Lennox e Lady Louisa Kerr          | Lady Charlotte Gordon 1789 14 figli                                            | 28 agosto 1819 Richmond (Ontario) età 54                          |
| Charles Gordon-Lennox Stuart 1819-1860 | Charles-Gordon Lennox                               | 3 agosto 1791 Richmond House figlio di Charles, IV Duca e Lady Charlotte Gordon        | Lady Caroline Paget 1817 10 figli (8 sopravvissuti)                            | 21 ottobre 1860 Portland Place età 69                             |
| Charles Gordon-Lennox Stuart 1860-1903 anche: Duca di Gordon e Conte di Kinrara nella contea Inverness (1876)                                                                             | Charles Gordon-Lennox                               | 27 febbraio 1818 Richmond House figlio di Charles, V Duca e Lady Caroline Paget        | Lady Frances Greville 1843 6 figli                                             | 27 settembre 1903 Gordon Castle età 85                            |
| Charles Gordon-Lennox Stuart 1903-1928 | Charles Gordon-Lennox                               | 27 dicembre 1845 Portland Place figlio di Charles, VI Duca e Lady Frances Greville     | Amy Ricardo 1868 5 figli Isabel Craven 1882 2 figlie                           | 18 gennaio 1928 probabilmente Richmond House/Gordon Castle età 82 |
| Charles Gordon-Lennox Stuart 1928-1935 | Charles Gordon-Lennox                               | 30 dicembre 1870 Inghilterra figlio di Charles, VII Duca e Amy Ricardo                 | Hilda Brassey 1893 5 figli (4 sopravvissuti)                                   | 7 maggio 1935 Londra età 64                                       |
| Frederick Gordon-Lennox Stuart 1935-1989 | Frederick Gordon-Lennox                             | 5 febbraio 1904 Inghilterra figlio di Charles, VIII Duca e Hilda Brassey               | Elizabeth Hudson 1927 2 maschi                                                 | 2 novembre 1989 Inghilterra età 85                                |
| Charles Gordon-Lennox Stuart 1989-2017 | Charles Gordon-Lennox, photografato da Allan Warren | 19 settembre 1929 Inghilterra figlio di Frederick ed Elizabeth Hudson                  | Susan Grenville-Grey 1951 3 figli (+ 2 adottati)                               | 1 settembre 2017 Inghilterra età 87                               |
| Charles Gordon-Lennox Stuart 2017-in carica | Charles Gordon-Lennox nel 2011                      | 8 gennaio 1955 Inghilterra figlio di Charles e Susan Grenville-Grey                    | Sally Clayton, poi Janet Elizabeth Astor 1991 4 figli (1 dal primo matrimonio) |                                                                   |